# كليفلاند لويس
كليفلاند لويس (بالإنجليزية: Cleveland Lewis) هو لاعب كرة قدم أمريكي في مركز الهجوم، ولد في 11 يناير 1955 في برمنغهام في الولايات المتحدة. لعب مع New Jersey Americans (soccer) ‏.